# Comité Consultivo Político
El Comité Consultivo Político (en polaco: Polityczny Komitet Porozumiewawczy, PKP) fue el comienzo del brazo político del Estado secreto polaco en la Polonia ocupada durante la Segunda Guerra Mundial. Fue formado el 26 de febrero de 1940 por varios partidos políticos polacos que continuaban sus actividades en la clandestinidad (Partido Socialista, Partido Popular, Partido Nacional y Partido Laborista). Las partes querían estrechar la cooperación para poder tener más influencia sobre la recién creada Unión de Lucha Armada (ZWZ) que el gobierno polaco en el exilio consideraba la principal organización unificada de la resistencia polaca. En abril de 1940 el gobierno en el exilio reconoció al Comité como la representación política del país.
En 1943 se transformó en la Representación Política Nacional (en polaco: Krajowa Reprezentacja Polityczna) que a su vez en 1944 se convertiría en la base del Consejo de Unidad Nacional (en polaco: Rada Jedności Narodowej).